# Хотівлянська сільська рада
Хотівлянська сільська́ ра́да — адміністративно-територіальна одиниця та орган місцевого самоврядування в Городнянському районі Чернігівської області. Адміністративний центр — село Хотівля.

## Загальні відомості
Хотівлянська сільська рада утворена у 1937 році.
- Територія ради: 62,641 км²
- Населення ради: 557 осіб (станом на 2001 рік)

## Населені пункти
Сільській раді підпорядковані населені пункти:
- с. Хотівля
- с. Травневе

## Склад ради
Рада складається з 12 депутатів та голови.
- Голова ради: Черв'як Юрій Миколайович
- Секретар ради: Шуляк Надія Андріївна

### Керівний склад попередніх скликань
| Прізвище, ім'я, по батькові | Основні відомості                                                 | Дата обрання | Дата звільнення |
| --------------------------- | ----------------------------------------------------------------- | ------------ | --------------- |
| Червяк Юрій Миколайович     | Сільський голова, 1966 року народження, безпартійний              | 26.03.2006   | 31.10.2010      |
| Черв'як Юрій Миколайович    | Сільський голова, 1966 року народження, освіта вища, безпартійний | 31.10.2010   |                 |

Примітка: таблиця складена за даними сайту Верховної Ради України

### Депутати
За результатами місцевих виборів 2010 року депутатами ради стали:

#### За суб'єктами висування
| Суб'єкт висування | Кількість обраних депутатів | %   |
| ----------------- | --------------------------- | --- |
| Самовисування     | 9                           | 75  |
| Єдиний Центр      | 1                           | 8,3 |
| Народна партія    | 1                           | 8,3 |
| Партія регіонів   | 1                           | 8,3 |

#### За округами
| № округу        | Прізвище, ім'я, по батькові      | Дата визнання обраним | Освіта  | Партійна приналежність | Відомості про обраного депутата               |
| --------------- | -------------------------------- | --------------------- | ------- | ---------------------- | --------------------------------------------- |
| Єдиний Центр    |                                  |                       |         |                        |                                               |
| 9               | Яковенко Василь Миколайович      | 05.11.2010            | середня | член Єдиного Центру    | СВК «Хотівлянський», бригадир                 |
| Народна Партія  |                                  |                       |         |                        |                                               |
| 2               | Шуляк Надія Андріївна            | 05.11.2010            | вища    | член Народної партії   | Хотівлянська сільська рада, секретар          |
| Партія регіонів |                                  |                       |         |                        |                                               |
| 6               | Воскобойник Олександр Михайлович | 05.11.2010            | середня | член Партії регіонів   | СВК «Хотівлянський», бригадир                 |
| Самовисування   |                                  |                       |         |                        |                                               |
| 1               | Самсонова Валентина Петрівна     | 05.11.2010            | середня | позапартійна           | СВАТ «Городнянський», доярка                  |
| 3               | Леоненко Ганна Миколаївна        | 05.11.2010            | середня | позапартійна           | пенсіонер                                     |
| 4               | Клименок Любов Сергіївна         | 05.11.2010            | вища    | позапартійна           | сільська рада, бухгалтер                      |
| 5               | Шоман Ніна Петрівна              | 05.11.2010            | середня | позапартійна           | Городнянське МСП, продавець                   |
| 7               | Федоренко Сергій Михайлович      | 05.11.2010            | середня | позапартійний          | СВК «Хотівлянський», водій                    |
| 8               | Мороз Марина Володимирівна       | 05.11.2010            | вища    | позапартійна           | Городнянський маслозавод, заготівельник-касир |
| 10              | Черв'як Віта Вікторівна          | 05.11.2010            | вища    | позапартійна           | Городнянська районна гімназія, вчитель        |
| 11              | Шоман Ганна Василівна            | 05.11.2010            | середня | позапартійна           | пенсіонер                                     |
| 12              | Крутя Володимир Васильович       | 05.11.2010            | середня | позапартійний          | СВК «Хотівлянський», водій                    |